# 人民政府
人民政府，是人民代表大会制度下的中华人民共和国中央及地方各级国家行政机关的总称（香港、澳门特别行政区政府不属于“人民政府”）。人民政府是人民代表大会的执行机关。
1949年中华人民共和国成立以前，中国共产党领导下的解放区各级政府，也统称为“人民政府”，以区别于中国国民党领导下之“国民政府”。

## 分层
现在，中华人民共和国的人民政府（国家行政机关），依層級设置如下：
- 中央人民政府即国务院
- 省级人民政府：省、自治区、直辖市
- 地级人民政府：地级市、自治州
  - 地区（内蒙古自治区的3个盟同理）则不单设人民政府，而设行政公署，作为省级人民政府的派出机关
- 县级人民政府：县（内蒙古自治区的旗同理）、自治县（呼伦贝尔市的3个自治旗同理）、县级市、市辖区、特区、林区
  - 非民政部在册的县级行政管理区一般不应存在人民政府，而只能设立管理委员会，但黑龙江大兴安岭地区的4个行政管理区（加格达奇区、松岭区、呼中区和新林区）却反而也设置了4个人民政府
- 乡级人民政府：乡（内蒙古自治区的苏木同理）、民族乡（鄂温克民族苏木同理）、镇
  - 街道、县辖区则不单设人民政府，而设街道办事处、区公所，作为县级人民政府的派出机关[a]

## 中央人民政府

### 职责
根据《中华人民共和国宪法》第八十九条，中华人民共和国国务院行使下列职权：
1. 根据宪法和法律，规定行政措施，制定行政法规，发布决定和命令；
2. 向全国人民代表大会或者全国人民代表大会常务委员会提出议案；
3. 规定各部和各委员会的任务和职责，统一领导各部和各委员会的工作，并且领导不属于各部和各委员会的全国性的行政工作；
4. 统一领导全国地方各级国家行政机关的工作，规定中央和省、自治区、直辖市的国家行政机关的职权的具体划分；
5. 编制和执行国民经济和社会发展计划和国家预算；
6. 领导和管理经济工作和城乡建设、生态文明建设；
7. 领导和管理教育、科学、文化、卫生、体育和计划生育工作；
8. 领导和管理民政、公安、司法行政等工作；
9. 管理对外事务，同外国缔结条约和协定；
10. 领导和管理国防建设事业；
11. 领导和管理民族事务，保障少数民族的平等权利和民族自治地方的自治权利；
12. 保护华侨的正当的权利和利益，保护归侨和侨眷的合法的权利和利益；
13. 改变或者撤销各部、各委员会发布的不适当的命令、指示和规章；
14. 改变或者撤销地方各级国家行政机关的不适当的决定和命令；
15. 批准省、自治区、直辖市的区域划分，批准自治州、县、自治县、市的建置和区域划分；
16. 依照法律规定决定省、自治区、直辖市的范围内部分地区进入紧急状态；
17. 审定行政机构的编制，依照法律规定任免、培训、考核和奖惩行政人员；
18. 全国人民代表大会和全国人民代表大会常务委员会授予的其他职权。

### 历史沿革
- 原指1949年10月1日至1954年9月27日期间中华人民共和国“行使国家政权的最高机关”中华人民共和国中央人民政府。
- 现指1954年9月27日成立的中华人民共和国“最高国家权力机关全国人民代表大会的执行机关、最高国家行政机关”中华人民共和国国务院。

#### 人大設立前的中央人民政府

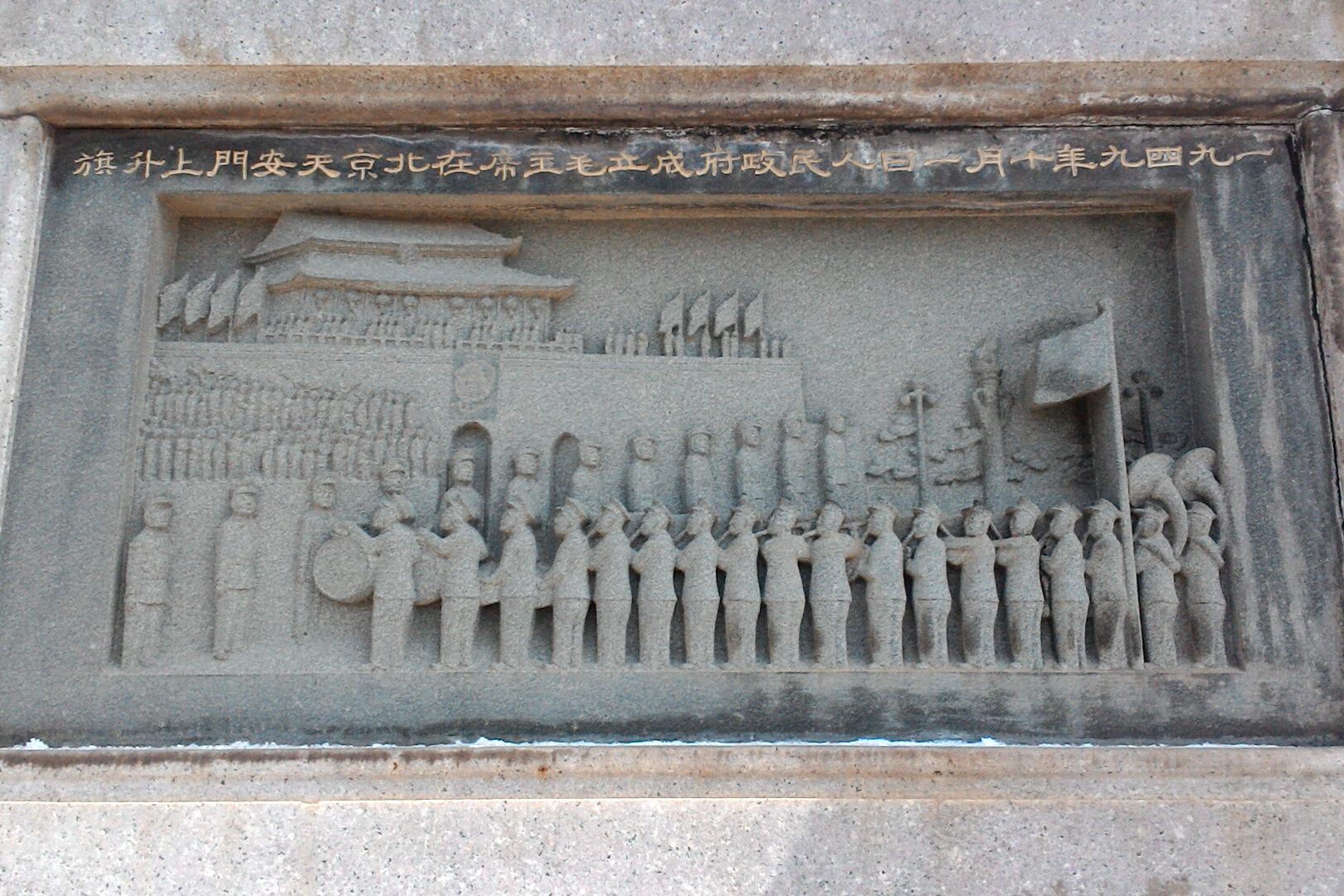
集美解放紀念碑「一九四九年十月一日人民政府成立毛主席在北京天安門上升旗」浮雕。

1949年9月27日，中国人民政治协商会议第一届全体会议通过《中央人民政府组织法》。9月30日，选举产生中央人民政府委员会，并选出中央人民政府主席、副主席。10月1日，中央人民政府委员会第一次会议宣布中央人民政府成立。
根据《中央人民政府组织法》，中华人民共和国中央人民政府由中央人民政府委员会及政务院、最高人民法院、最高人民检察署、人民革命军事委员会等机构组成（后增设国家计划委员会），各机构名均冠以“中央人民政府”。主要机构和职位有：
| 会议选举                                           | 姓名                                       | 就任日期                                   | 卸任日期                                   |
| 中央人民政府委员会（集体行使国家元首职权）         | 中央人民政府委员会（集体行使国家元首职权） | 中央人民政府委员会（集体行使国家元首职权） | 中央人民政府委员会（集体行使国家元首职权） |
| 中央人民政府主席                                   | 中央人民政府主席                           | 中央人民政府主席                           | 中央人民政府主席                           |
| -------------------------------------------------- | ------------------------------------------ | ------------------------------------------ | ------------------------------------------ |
| 第一届                                             | 毛泽东                                     | 1949年10月1日                              | 1954年9月27日                              |
| 中央人民政府副主席                                 |                                            |                                            |                                            |
| 第一届                                             | 朱德、刘少奇、宋庆龄、张澜、李济深、高岗   | 1949年10月1日                              | 1954年9月27日                              |
| 中央人民政府委员                                   |                                            |                                            |                                            |
| 中央人民政府秘书长（由中央人民政府委员会互选产生） |                                            |                                            |                                            |
| 第一届                                             | 林伯渠                                     | 1949年10月1日                              | 1954年9月27日                              |
| 中央人民政府政务院                                 |                                            |                                            |                                            |
| 政务院总理                                         |                                            |                                            |                                            |
| 第一届                                             | 周恩来                                     | 1949年10月1日                              | 1954年9月15日                              |
| 中央人民政府最高人民法院                           |                                            |                                            |                                            |
| 第一届                                             | 院长：沈钧儒                               | 1949年10月1日                              | 1954年9月27日                              |
| 中央人民政府最高人民检察署                         |                                            |                                            |                                            |
| 第一届                                             | 检察长：罗荣桓                             | 1949年10月1日                              | 1954年9月27日                              |
| 中央人民政府人民革命军事委员会                     |                                            |                                            |                                            |
| 第一届                                             | 主席：毛泽东                               | 1949年10月1日                              | 1954年9月27日                              |
| 中央人民政府国家计划委员会                         |                                            |                                            |                                            |
| 第一届                                             | 主席：高岗                                 | 1949年10月1日                              | 1954年9月27日                              |

1954年9月，第一届全国人民代表大会第一次会议通过《中华人民共和国宪法》，中央人民政府结束，其法定职权分由全国人大、国家主席、国务院、国防委员会、最高人民法院、最高人民检察院承担。

## 地方各级人民政府

### 职权
根据《中华人民共和国地方各级人民代表大会和地方各级人民政府组织法》第七十三条，县级以上的地方各级人民政府行使下列职权：
1. 执行本级人民代表大会及其常务委员会的决议，以及上级国家行政机关的决定和命令，规定行政措施，发布决定和命令；
2. 领导所属各工作部门和下级人民政府的工作；
3. 改变或者撤销所属各工作部门的不适当的命令、指示和下级人民政府的不适当的决定、命令；
4. 依照法律的规定任免、培训、考核和奖惩国家行政机关工作人员；
5. 编制和执行国民经济和社会发展规划纲要、计划和预算，管理本行政区域内的经济、教育、科学、文化、卫生、体育、城乡建设等事业和生态环境保护、自然资源、财政、民政、社会保障、公安、民族事务、司法行政、人口与计划生育等行政工作；
6. 保护社会主义的全民所有的财产和劳动群众集体所有的财产，保护公民私人所有的合法财产，维护社会秩序，保障公民的人身权利、民主权利和其他权利；
7. 履行国有资产管理职责；
8. 保护各种经济组织的合法权益；
9. 铸牢中华民族共同体意识，促进各民族广泛交往交流交融，保障少数民族的合法权利和利益，保障少数民族保持或者改革自己的风俗习惯的自由，帮助本行政区域内的民族自治地方依照宪法和法律实行区域自治，帮助各少数民族发展政治、经济和文化的建设事业；
10. 保障宪法和法律赋予妇女的男女平等、同工同酬和婚姻自由等各项权利；
11. 办理上级国家行政机关交办的其他事项。

### 历史沿革
- 1954年颁布的宪法规定：地方各级人民委员会即地方各级人民政府。
- 1975年颁布的宪法规定：地方各级革命委员会是地方各级人民代表大会的常设机关，同时又是地方各级人民政府。
- 1978年颁布的宪法规定：地方各级革命委员会，即地方各级人民政府，是地方各级人民代表大会的执行机关，是地方各级国家行政机关。人民公社的人民代表大会和革命委员会是基层政权组织，又是集体经济的领导机构。
- 1982年颁布的现行宪法规定：地方各级人民政府是地方各级国家权力机关的执行机关，是地方各级国家行政机关。

#### 建国初期的大行政区
地方设有政府的各级有：省（自治区、直辖市）、县、市、市辖区、乡、民族乡、镇。
- 中华人民共和国建国初期，全国分为六大行政区，由六大人民政府（军政委员会）管辖，分别是华北、东北、华东、中南、西北、西南。

| 前身机关                       | 姓名                               | 就任日期                       | 卸任日期                       | 职权后继机关                   |
| 大行政区人民政府（军政委员会） | 大行政区人民政府（军政委员会）     | 大行政区人民政府（军政委员会） | 大行政区人民政府（军政委员会） | 大行政区人民政府（军政委员会） |
| 华北人民政府                   | 华北人民政府                       | 华北人民政府                   | 华北人民政府                   | 华北人民政府                   |
| ------------------------------ | ---------------------------------- | ------------------------------ | ------------------------------ | ------------------------------ |
| 华北联合行政委员会             | 主席：董必武（建国后划归中央直属） | 1948年9月26日                  | 1949年10月27日                 | 中央人民政府委员会             |
| 东北人民政府                   |                                    |                                |                                |                                |
| 东北行政委员会                 | 主席：高岗                         | 1949年8月27日                  | 1953年1月                      | 东北行政委员会                 |
| 华东军政委员会                 |                                    |                                |                                |                                |
| 不適用                         | 主席：饶漱石                       | 1950年1月27日                  | 1952年12月                     | 华东行政委员会                 |
| 中南军政委员会                 |                                    |                                |                                |                                |
| 中原临时人民政府               | 主席：林彪                         | 1950年2月                      | 1953年1月21日                  | 中南行政委员会                 |
| 西北军政委员会                 |                                    |                                |                                |                                |
| 陕甘宁边区政府                 | 主席：彭德怀                       | 1950年1月19日                  | 1954年9月9日                   | 西北行政委员会                 |
| 西南军政委员会                 |                                    |                                |                                |                                |
| 不適用                         | 主席：刘伯承                       | 1950年                         | 1953年3月                      | 西南行政委员会                 |